# RFID sans puce
 (avril 2024).
Si vous disposez d'ouvrages ou d'articles de référence ou si vous connaissez des sites web de qualité traitant du thème abordé ici, merci de compléter l'article en donnant les références utiles à sa vérifiabilité et en les liant à la section « Notes et références ».
 (mars 2022).
Les étiquettes RFID sans puce sont des étiquettes RFID qui ne nécessitent pas de puce électronique dans le transpondeur.
La RFID offre une portée et une capacité d'automatisation plus longue, contrairement aux codes à barres qui nécessitent un opérateur humain pour l'interrogation. Le principal défi de leur adoption est le coût de la RFID.
La conception et la fabrication des ASIC nécessaires pour la RFID sont la principale composante de leur coût, de sorte que la suppression complète des circuits intégrés peut réduire considérablement son coût. Les principaux défis dans la conception d’étiquettes RFID sans puce sont le codage et la transmission des données.

## Principes
Comme les différentes technologies RFID existantes, les étiquettes RFID sans puce sont associées à un lecteur radio-fréquence (RF) spécifique, qui interroge l'étiquette et récupère les informations qu'elle contient. Le principe de fonctionnement du lecteur est basé sur l'émission d'un signal électromagnétique (EM) spécifique vers l'étiquette, et la capture du signal réfléchi par l'étiquette. Le traitement du signal reçu - notamment via un étage de décodage - permet de récupérer les informations contenues dans l'étiquette .
Cependant, les étiquettes RFID sans puce sont fondamentalement différentes des étiquettes RFID classiques. Dans ces dernières, une trame spécifique est envoyée par le lecteur vers la balise, selon un schéma de modulation binaire classique. L'étiquette démodule ce signal, traite la demande, écrit éventuellement des données dans sa mémoire et renvoie une réponse, modulant sa charge. Les étiquettes RFID sans puce, en revanche, fonctionnent sans protocole de communication. Elles utilisent une grille d'antennes dipolaires qui sont accordées sur différentes fréquences. L'interrogateur génère un signal de balayage de fréquence et recherche les creux de signal. Chaque antenne dipolaire peut coder un bit. La fréquence balayée sera déterminée par la longueur de l'antenne. Elles peuvent être considérées comme des cibles radar possédant une signature temporelle ou fréquentielle stationnaire spécifique. Avec cette technologie, la lecture à distance d'un identifiant consiste à analyser la signature radar du tag.
Actuellement, l'un des principaux défis de la technologie sans puce est la robustesse de la détection des étiquettes dans différents environnements. Il est inutile d'essayer d'augmenter la quantité d'informations qu'une étiquette sans puce peut avoir si l'identifiant de l'étiquette ne peut pas être lu correctement dans des environnements réels et sans techniques d'étalonnage complexes. La détection d'une étiquette sans puce dans des environnements bruyants est beaucoup plus difficile en RFID sans puce qu'en RFID UHF, en raison de l'absence de modulation dans le temps, c'est-à-dire de l'absence de deux états différents dans le signal de rétrodiffusion .

## Développement d'étiquettes RFID sans puce
Pour comprendre le développement des étiquettes RFID sans puce, il est important de les comparer à la RFID classique et aux codes-barres. La RFID bénéficie d'un très large spectre de fonctionnalités, liées à l'utilisation des ondes RF pour l'échange de données. L'acquisition de l'identifiant (ID) est rendue beaucoup plus facile et des lectures volumétriques sont possibles, le tout sur des étiquettes contenant des informations modifiables. Ces fonctions sont impossibles à mettre en œuvre avec un code-barres, mais en réalité, 70 % des articles fabriqués dans le monde en sont équipés. Les raisons de cet enthousiasme sont simples: le code-barres fonctionne très bien et est extrêmement bon marché, l'étiquette comme le lecteur. C'est pourquoi les codes-barres restent la référence incontestée en termes d'identification, avec un rapport coût / simplicité d'utilisation qui reste inégalé.
Il est également vrai que la RFID apporte d'autres fonctionnalités importantes, et la question est donc d'imaginer une technologie basée sur les ondes RF comme vecteur de communication qui conserverait certains des avantages des codes-barres. De façon pragmatique, la question du coût du système, et en particulier des étiquettes qui doivent être produites en grand nombre, reste le point central. Du fait de la présence de circuits électroniques, ces étiquettes ont un coût non négligeable bien supérieur à celui des codes-barres. Il est donc logique qu'une solution simple consiste à produire des étiquettes RF sans puce. Le coût élevé des étiquettes RFID est en fait l'une des principales raisons pour lesquelles la RFID à puce est rare sur le marché des étiquettes pour les produits largement distribués, un marché qui se chiffre en dizaines de milliers de milliards d'unités vendues par an. Sur ce marché, les codes-barres optiques sont très largement utilisés.
Cependant, techniquement parlant, la RFID à puce offre des avantages importants, notamment une distance de lecture accrue et la capacité de détecter une cible en dehors du champ de vision, quelle que soit sa position. Le concept d'étiquette RF sans puce a été développé avec l'idée de concurrencer les codes-barres dans certains domaines d'application. La RFID a beaucoup d'arguments en sa faveur en termes de fonctionnalité, le seul problème restant étant le prix. Le code-barres n'offre aucune autre fonctionnalité que la récupération d'ID. Cependant, cette technologie est au goût du jour, répandue et extrêmement peu coûteuse.
La RFID sans puce a également de bons arguments en termes de fonctionnalité. Certaines fonctionnalités sont des versions dégradées de ce que la RFID peut faire (plage de lecture / flexibilité de lecture réduites ...). D'autres semblent encore plus pertinentes avec la technologie sans puce (discrétion, intégrité produit du tag). Le principal avantage est le coût des étiquettes sans puce. Par rapport aux codes-barres, la technologie sans puce doit apporter d'autres fonctionnalités impossibles à mettre en œuvre avec l'approche optique, tout en restant une approche à très faible coût, c'est-à-dire potentiellement imprimable. C'est pourquoi les capacités d'écriture / réécriture et de détection sont des caractéristiques cruciales pour le développement à grande échelle d'une telle technologie. Par exemple, le développement de capteurs-étiquettes à très faible coût est désormais très attendu, pour des raisons d'application.

## Nouvelles tendances de la RFID sans puce
De nombreuses améliorations ont été apportées ces dernières années sur les systèmes de communication, basés sur des appareils électroniques où un circuit intégré est au cœur de l'ensemble du système. La démocratisation de ces systèmes à puce comme le RFID a cependant donné lieu à des problèmes environnementaux.
Dernièrement, de nouveaux projets de recherche, tels que le projet ScattererID financé par l'ERC, ont introduit le paradigme du système de communication RF basé sur l'étiquette sans puce, où de nouvelles fonctionnalités utiles peuvent être ajoutées. Avec des coûts comparables à un code à barres, ces étiquettes devraient se démarquer en offrant plus de fonctionnalités que l'approche optique.
L'objectif du projet ScattererID est de montrer qu'il est possible d'associer l'ID d'étiquette sans puce à d'autres fonctionnalités comme la possibilité d'écrire et de réécrire les informations, d'associer un ID à une fonction de capteur et d'associer un ID à la reconnaissance gestuelle.
La possibilité de concevoir des balises reconfigurables et peu coûteuses implique le développement d'approches originales à la pointe du progrès, comme l'utilisation de CBRAM de microélectronique, permettant de réaliser des éléments reconfigurables basés sur des nano-interrupteurs.